# Muoisejávri
Muoisejávri eller Muoisejavri är en sjö i kommunen Enare i landskapet Lappland i Finland. Sjön ligger 203,8 meter över havet. Arean är 1,1 kvadratkilometer och strandlinjen är 7,39 kilometer lång. Sjön  ingår i Neidenälvens huvudavrinningsområde.   Den ligger omkring 340 kilometer norr om Rovaniemi och omkring 1000 kilometer norr om Helsingfors. 